# West Park (Floryda)
West Park – miasto w Stanach Zjednoczonych, w stanie Floryda, w hrabstwie Broward.